# Березянка (Усть-Ишимский район)
Березянка — деревня в Усть-Ишимском районе Омской области. Входит в состав Пановского сельского поселения.

## История
Основана в 1676 г. В 1926 году состояла из 105 хозяйств, основное население — русские. В составе Пановского сельсовета Усть-Ишимского района Тарского округа Сибирского края.

## Население
| 1926 | 2010 |
| ---- | ---- |
| 492  | ↘49  |